# Peperomia pereskiifolia
Peperomia pereskiifolia är en pepparväxtart som först beskrevs av Nikolaus Joseph von Jacquin, och fick sitt nu gällande namn av Carl Sigismund Kunth. Peperomia pereskiifolia ingår i släktet peperomior, och familjen pepparväxter. Inga underarter finns listade i Catalogue of Life.